# Valeri Grúbov
Valery Ivanovich Grubov (o Valeri Iwanowitsch Grubov) (translitera del cirílico: Валерий Иванович Грубов ( 1917-2009) fue un botánico, taxónomo ruso, especialista e investigador de la Flora de Asia Central

## Biografía
Estudió en la Universidad Estatal de Leningrado, se graduó en 1940, por la Facultad de Biología y Ciencias del Suelo. Luego, trabajó en el Instituto de Botánica Komarov. En 1942, el Instituto de Botánica de la Academia de Ciencias de la URSS fue evacuado a Ufa, moviendo a los científicos Bashkortostan, Mikhail Ilyin, IM Krasheninnikov, EM Alisova.
En 1959, preparó para su publicación "Guía de las Plantas de la República Soviética de Bashkiria Autónoma Socialista", y publicado sólo en 1966.
En 1963, se convirtió en master en ciencias biológicas, y en 1979 fue aprobado en la categoría de profesor.

## Algunas publicaciones
- Plants of Central Asia: plant collections from China and Mongolia. Vol. 12: Plants of Central Asia. Ed. Science Publishers, 190 pp. ISBN 1-57808-441-5 (2007)

- Plants of Central Asia - Plant Collection from China and Mongolia. Vol. 11: Amaranthaceae - Caryophyllaceae por V I Grubov

- Key to the Vascular Plants of Mongolia por V. I. Grubov (2007)

- Plants of Central Asia - Plant Collection from China and Mongolia. Vol. 12: Nymphaeaceae-Ceratop... Ranunculaceae-Berber... Menispermaceae por V I Grubov (2007)

- Plants of Central Asia - Plant Collection from China and Mongolia. Vol. 5: Verbenaceae-Scrophul... (Plants of Central Asia Series Volume 5 Plant Collections from China & Mongolia) por V I Grubov (2002)

- Plants of Central Asia - Plant Collection from China and Mongolia. Vol. 7: Liliaceae to Orchidaceae (Plants of Central Asia Series Volume 7 Plant Collections from China and Mongolia) por V I Grubov (2003)

- Plants of Central Asia - Plant Collection from China and Mongolia. Vol. 8a: Leguminosae (Plants of Central Asia : Plant Collections from China and Mongolia, Volume 8a) (v. 8A) por V I Grubov (2003)

- Plants of Central Asia - Plant Collection from China and Mongolia. Vol. 8b: Legumes, Genus: Oxytropis (Plants of Cnetral Asia Series Volume 8b, Plant Collections from China and Mongolia) por V I Grubov (2003)

- Plants of Central Asia - Plant Collection from China and Mongolia. Vol. 10: Araliaceae, Umbelliferae, Cornaceae (Plants of Central Asia Series Volume 10 Plant Collections from China & Mongolia) por V I Grubov (2005)

- Plants of Central Asia - Plant Collection from China and Mongolia. Vol. 3: Sedges-Rushes por V I Grubov (2000)

- Plants of Central Asia; plant collections from China and Mongolia. Vol. 9: Salicace Ed. por V.I. Grubov et al.

Plants of Central Asia: Introduction. Ferns. Bibliography. Vol. 1: Plants of Central Asia: Plant Collections from China and Mongolia. Introduction Ferns. Edición ilustrada de Sci. Publ. 188 pp. ISBN 1-57808-060-6 (1999)

## Honores
- 1984: Premio Komarov

### Eponimia
Género
- (Chenopodiaceae) Grubovia Freitag & G.Kadereit[3]

Especies (27 registros)
- (Apiaceae) Libanotis grubovii (V.M.Vinogr. & Sanchir) M.L.Sheh & M.F.Watson[4]

- (Fabaceae) Spongiocarpella grubovii (N.Ulziykh.) Yakovlev[5]